# Síran cínatý
Síran cínatý je bílo-žlutá hygroskopická, anorganická látka se vzorcem SnSO4. Svou hygroskopičností připomíná hydroxid sodný, absorbuje vzdušnou vlhkost a vzniká roztok. Látka má poměrně nízkou toxicitu, LD50 krysy při orálním podání je asi 2 200 mg/kg.

## Výroba
Tato látka se obvykle vyrábí reakcí cínu, popřípadě oxidu cínatého (který se vyskytuje v nerostu cínovci) s kyselinou sírovou:

| Sn + H2SO4 → SnSO4 + H2 | \| \| \| \| \| \| \| \| |  |
|                         |                         |  |
|                         |                         |  |

## Využití
Tato látka se dá používat na galvanické pokovování předmětů. Mimo jiné se používá i jako přísada do olověných akumulátorů. 

Nerozpustnost síranu olovnatého a naopak rozpustnost síranu cínatého se využívá při výrobě velmi čistého cínu.

Síran cínatý se využívá na výrobu cínatých a cíničitých solí.

| SnSO4 —360 °C→ SnO + SO3 ←→ SnO2 + SO2 | \| \| \| \| \| \| \| \| |  |
|                                        |                         |  |
|                                        |                         |  |

| SnSO4 + 2H2SO4 —130 °C→ Sn(SO4)2 + SO2 + 2H2O | \| \| \| \| \| \| \| \| |  |
|                                               |                         |  |
|                                               |                         |  |

| 5SnSO4 + 2KMnO4 + 8H2SO4 —→ Sn(SO4)2 + K2SO4 + MnSO4 + 8H2O | \| \| \| \| \| \| \| \| |  |
|                                                             |                         |  |
|                                                             |                         |  |

S hydroxidem reaguje za vzniku hydroxidu cínatého a s přebytkem hydroxidu reaguje za vzniku cínatanu. Nejprve vzniká bílá sraženina, ta se pak rozpouští za vzniku průhledného roztoku:

| SnSO4 + 2NaOH —→ Na2SO4 + 2 Sn(OH)2 | \| \| \| \| \| \| \| \| |  |
|                                     |                         |  |
|                                     |                         |  |

| Sn(OH)2 + 2NaOH —→ Na2Sn(OH)4 ≅ Na2SnO2 + 2 H2O | \| \| \| \| \| \| \| \| |  |
|                                                 |                         |  |
|                                                 |                         |  |